# Samsung Galaxy A53
Il Samsung Galaxy A53 5G è uno smartphone di fascia media prodotto da Samsung, facente parte della serie Samsung Galaxy A.

## Caratteristiche tecniche

### Hardware
Il Galaxy A53 5G è uno smartphone con form factor di tipo slate, le cui dimensioni sono di 159,6 × 74,8 × 8,1 mm e pesa 189 grammi.
Il dispositivo è dotato di connettività GSM, HSPA, LTE e 5G, di Wi-Fi 802.11 a/b/g/n/ac dual-band con supporto a Wi-Fi Direct e hotspot, di Bluetooth 5.1 con A2DP e LE, di GPS con BeiDou, GALILEO, GLONASS e QZSS e di NFC. Ha una porta USB-C 2.0. Manca il jack audio da 3,5 mm. È resistente all'acqua e alla polvere con certificazione IP67.
È dotato di schermo touchscreen capacitivo da 6,4 pollici di diagonale, di tipo Super AMOLED Infinity-O, angoli arrotondati e risoluzione FHD+ 1080 × 2400 pixel. Supporta il refresh rate a 120 Hz. Come protezione usa il Gorilla Glass 5.
La batteria ai polimeri di litio da 5000 mAh non è removibile dall'utente. Supporta la ricarica ultra-rapida a 25 W.
Il chipset è un Samsung Exynos 1280 con CPU octa core (2 core a 2,4 GHz + 6 core a 2 GHz). La memoria interna di tipo UFS 2.1 è di 128/256 GB espandibili con microSD sino a 1 TB, mentre la RAM è di 6 o 8 GB (in base alla versione scelta).
La fotocamera posteriore ha un sensore principale da 64 megapixel, con apertura f/1.8, uno da 12 MP ultra-grandangolare, una da 5 MP di profondità e una da 5 MP per le macro, è dotata di autofocus PDAF, OIS, modalità HDR e flash LED, in grado di registrare al massimo video 4K a 30 fotogrammi al secondo, mentre la fotocamera anteriore è singola da 32 MP con registrazione video massimo in 4K a 30 fps e supporto HDR.

### Software
Il sistema operativo è Android 12. Ha l'interfaccia utente One UI 4.1 .                                    
A novembre 2022 inizia a ricevere Android 13 con One UI 5.0 .